# Tamba palliolata
Tamba palliolata är en fjärilsart som beskrevs av Swinhoe 1890. Tamba palliolata ingår i släktet Tamba och familjen nattflyn. Inga underarter finns listade i Catalogue of Life.